# 日本感染症医薬品協会
公益財団法人 日本感染症医薬品協会（にほんかんせんしょういやくひんきょうかい、英語: Japan Antibiotics Research Association (JARA)）は、日本の学術研究団体の一つ。

## 概要
1946年8月26日設立。学術研究団体としての種別は単独学会。
抗生物質、その他ウイルス、細菌、真菌等の微生物並びに寄生虫およびプリオンに起因した疾病に使用する医薬品の研究開発の促進及び適正使用の普及を図ることにより国民の保健衛生の向上に寄与することを目的としている。

## 沿革
- 1946年 - 社団法人日本ペニシリン協会設立。
- 1951年 - 財団法人日本抗生物質学術協議会へ改称。
- 2011年 - 公益財団法人日本感染症医薬品協会へ移行。

## 刊行物

### The Japanese Journal of Antibiotics
- 誌名（和文）：The Japanese Journal of Antibiotics
- 誌名（欧文）：The Japanese Journal of Antibiotics
- 創刊年：1953
- 資料種別：ジャーナル（査読付き論文を含む）
- 使用言語：日英混在
- 発行形態：印刷体、eジャーナル
- 著作権帰属先：学会
- クリエイティブコモンズ：-
- 購読：有料

### The Journal of Antibiotics
- 誌名（和文）：The Journal of Antibiotics
- 誌名（欧文）：The Journal of Antibiotics
- 創刊年：1947
- 資料種別：ジャーナル（査読付き論文を含む）
- 使用言語：英語のみ
- 発行形態：印刷体、eジャーナル
- 著作権帰属先：-
- クリエイティブコモンズ：-
- 購読：有料